# Carl Peter Mazer
Carl Peter Mazer (9. března 1807, Stockholm – 27. července 1884, Neapol) byl švédský malíř, grafik a fotograf.

## Životopis

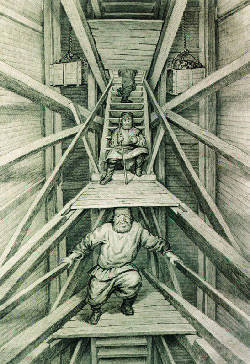
Těžba zlata ve východní Sibiři (1849-1850)

Jeho otec Jean-Pierre Mazer († 1829) byl tkadlec hedvábí a výrobce punčoch, původem z Francie. Johan Mazer, známý obchodník a hudebník, byl jeho nevlastním bratrem z prvního manželství jeho otce. V raném věku se začal zajímat o malbu a pravděpodobně studoval u Gustafa Erika Hasselgrena na Královské švédské akademii výtvarných umění. V roce 1825 doprovázel jeho otce do Paříže a absolvoval lekce od Antoine-Jeana Grose; stal se jeho asistentem a pomáhal malovat pozadí na historických scénách.
Během červencové revoluce roku 1830 obsadil barikády. Od roku 1833 do roku 1835 byl v Itálii, poté se vrátil do Švédska. Jeho první výstava dvaceti pěti obrazů se konala v Královské akademii v roce 1836.
V roce 1837 strávil nějaký čas ve Finsku, poté odešel do Petrohradu. Nakonec strávil patnáct let v Rusku; žil v Moskvě a Jaroslavli, kde působil jako učitel kreslení. Také cestoval na člunech po Volze z Nižního Novgorodu do Astrachaně a dělal náčrtky. Jeho nejznámějším dílem z té doby je posmrtný portrét Alexandra Puškina na objednávku Pavla Voinoviče Naščokina, Puškinova blízkého přítele a významného sběratele umění. V roce 1848 navštívil Sibiř, kde vytvořil sérii portrétů revolucionářů, kteří tam byli deportováni. V Tobolsku, když se pokoušel namalovat skupinový portrét děkabristy Aleksandra Michajloviče Muravjova a jeho rodiny, ho policie zadržela a vykázala z města.
Začátkem roku 1851 si v Moskvě otevřel daguerrotypní ateliér, kde působil až do konce roku 1852; pořizoval kopie uměleckých děl i pořizoval portrétní fotografie. Po návratu do Stockholmu v roce 1854 měl potíže se živit svým uměním a začal se věnovat výhradně fotografii; v roce 1864 vytvořil odborný manuál. V roce 1876 se přestěhoval do Paříže. Poté, co tam zůstal dva roky, se přestěhoval do Neapole, kde zemřel v roce 1884 ve věku sedmdesáti šesti let.
Jeho díla lze vidět ve Státním historickém muzeu, Státním literárním muzeu, Ermitáži a také v několika menších galeriích. Jeho nepublikované paměti a další rukopisy jsou ve sbírce Nationalmuseum ve Stockholmu.

## Galerie

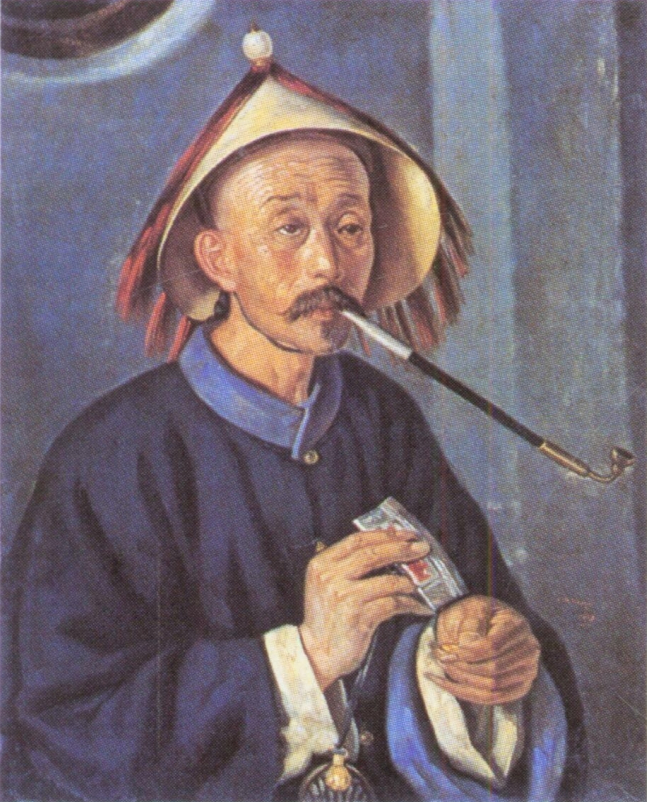
Portrét Číňana
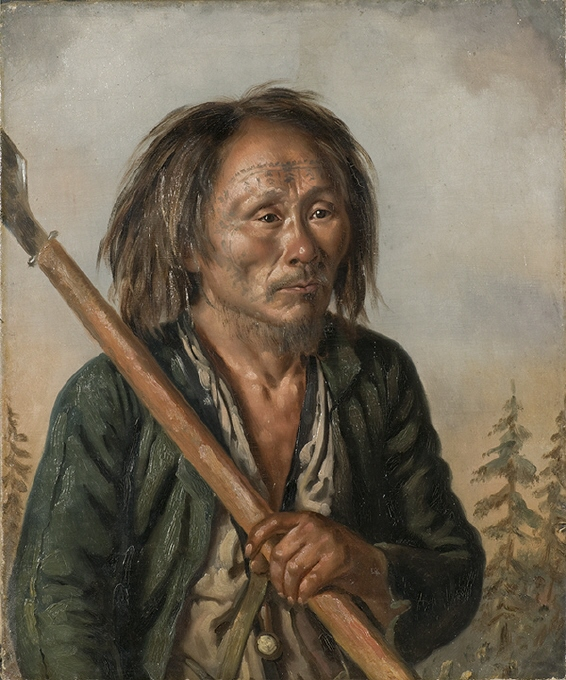
Portrét Tungusského muže
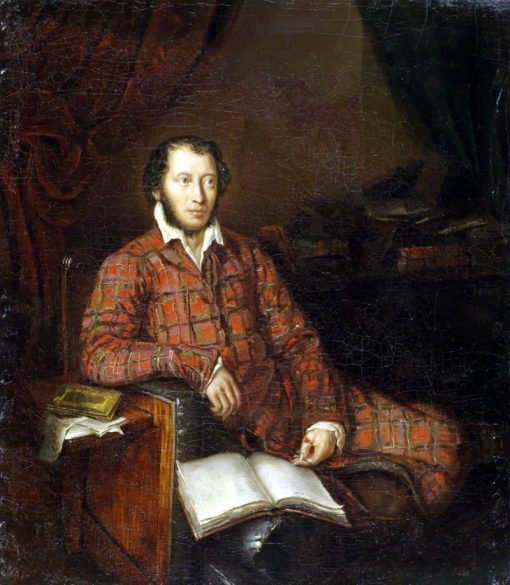
Alexandr Puškin
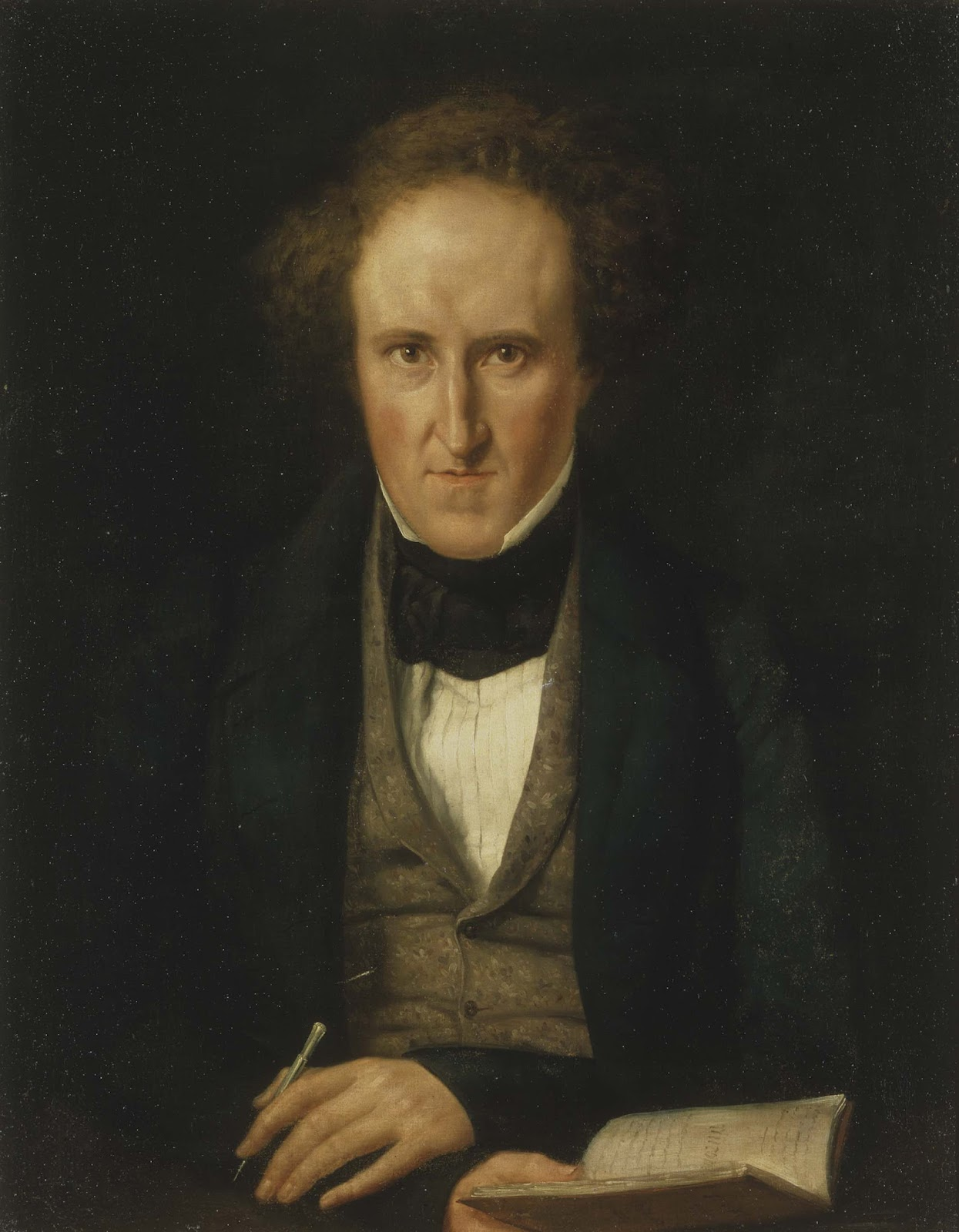
Carl Jonas Love Almqvist
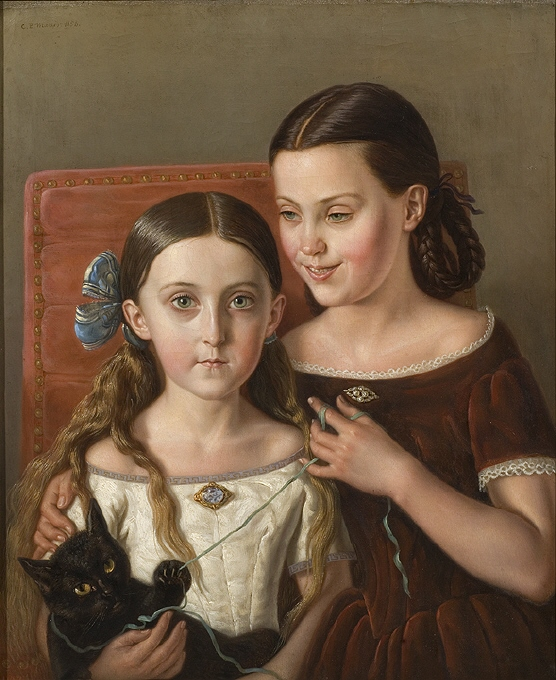
Sigrid a Anna Mazerovy (jeho neteře)
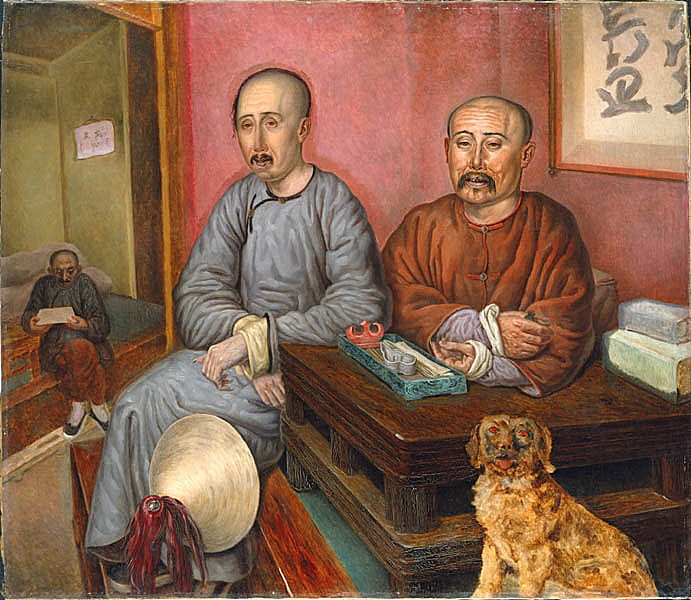
Čínští živnostníci
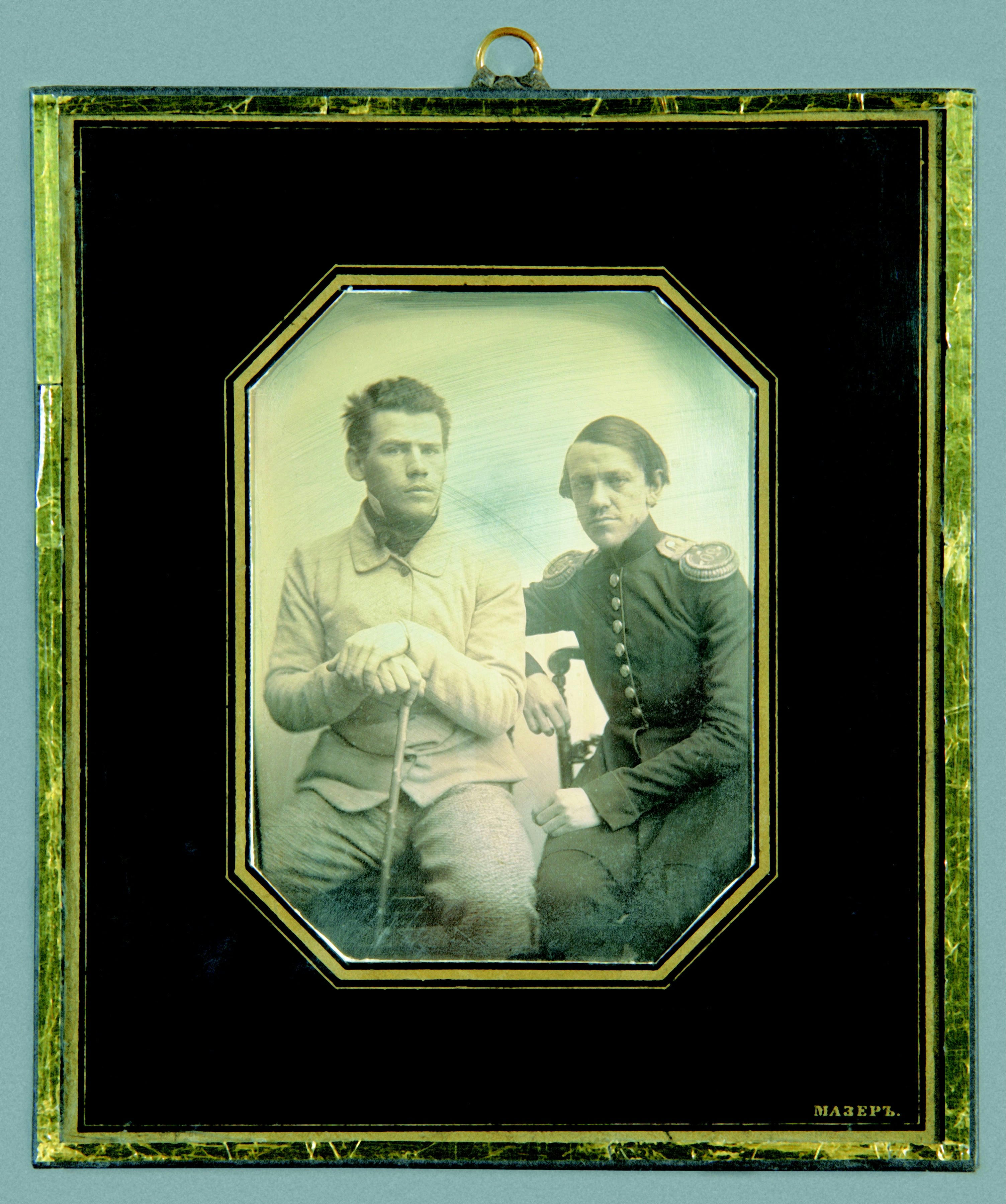
Nikolaj a Lev Tolstojovi, daguerrotypie